# Potenziale elettrochimico
Il potenziale elettrochimico, introdotto da John Alfred Valentine Butler (1899–1977) e Edward Armand Guggenheim (1901-1970) per tenere conto delle diverse scale di forze alle quali è sottoposta una certa specie chimica (ad esempio quando si trova in soluzione o allo stato solido nel reticolo cristallino dell'elettrodo), è definito come:
{\displaystyle {\bar {\mu _{i}^{\alpha }}}=\mu _{i}^{\alpha }+z_{i}e\phi ^{\alpha }}
dove:
- {\displaystyle \mu _{i}^{\alpha }} è il potenziale chimico della specie i nella fase {\displaystyle \alpha };
- {\displaystyle z_{i}} è il numero di cariche presenti su ogni specie trasportatrice di carica; nel caso dell'elettrone tale valore è pari a 1, in quanto ogni elettrone è assimilabile ad una carica negativa, mentre nel caso degli ioni tale valore corrisponde alla valenza dello ione;
- {\displaystyle e} è la carica elementare;
- {\displaystyle \phi ^{\alpha }} è il potenziale Galvani relativo alla fase {\displaystyle \alpha }.

Dalla formula anzidetta si nota che il potenziale elettrochimico è costituito da due contributi: un contributo di natura chimica ({\displaystyle \mu _{i}^{\alpha }}), che deriva dall'azione di interazioni a corto raggio, e un contributo di natura elettrica ({\displaystyle z_{i}e\phi ^{\alpha }}), che deriva dall'azione di interazioni a lungo raggio.

## Esempio
Si consideri come esempio una semicella costituita da un elettrodo di zinco (fase solida) immerso in una soluzione elettrolitica contenente ioni Cl- (fase liquida).
Lo zinco sarà presente sia sotto forma di zinco metallico (nella fase solida) sia sotto forma di ione Zn2+ (nella fase liquida):
- Nel metallo, gli atomi di zinco interagiscono tra loro attraverso il cosiddetto legame metallico, per cui la struttura del metallo può essere vista come un reticolo cristallino di ioni zinco (Zn2+) immersi in una nube di elettroni liberi (e-) che permea la struttura.
- In soluzione lo zinco è idratato e può interagire con lo ione Cl-.

in entrambi i casi quindi lo zinco è presente sotto forma di Zn2+. Lo stato energetico dello Zn2+ dipende dall'intorno chimico, che si manifesta attraverso forze prevalentemente di natura elettrica. L'energia che è necessaria per trasportare la carica 2+ nella zona in questione (fase solida o fase liquida) è proporzionale quindi al potenziale Galvani {\displaystyle \phi } della regione, quindi dipende più dalle proprietà del mezzo in questione che dalla natura chimica dello ione.